# Tadeusz Górczyk
Tadeusz Józef Górczyk (ur. 16 października 1961 w Jaśle, zm. 21 grudnia 2020 tamże) – polski polityk, urzędnik samorządowy, poseł na Sejm I kadencji.

## Życiorys
Syn Zbigniewa i Stefanii. Od listopada 1980 był przewodniczącym komisji wydziału wiertniczo-naftowego Niezależnego Zrzeszenia Studentów. Od 16 grudnia 1981 do 11 marca 1982 internowany. Ukończył w 1987 studia na Wydziale Wiertniczo-Naftowym Akademii Górniczo-Hutniczej w Krakowie.
W latach 1991–1993 sprawował mandat posła na Sejm I kadencji z listy Porozumienia Obywatelskiego Centrum (z okręgu krośnieńsko-przemyskiego). Był prezesem spółdzielni, następnie do 2007 sekretarzem miasta Jasło. Był przewodniczącym struktur Porozumienia Polskich Chrześcijańskich Demokratów w powiecie jasielskim i członkiem zarządu wojewódzkiego partii.
W latach 90. zakładał komercyjne stacje radiowe. W urzędzie miasta organizował zespół do spraw produkcji programu Telewizji Jasło. Kierował także Zakładem Obsługi Podkarpackiego Urzędu Wojewódzkiego. W 2009 zarząd Telewizji Polskiej powołał go na stanowisko dyrektora ośrodka regionalnego TVP Rzeszów.
Do 2006 działał w Prawie i Sprawiedliwości, później organizował lokalny Komitet Wyborczy Przymierze Samorządowe Prawicy i w 2006 z ramienia tego komitetu uzyskał mandat radnego powiatu jasielskiego. W 2010 zajął 3. miejsce spośród 6 kandydatów w wyborach na burmistrza Jasła (z ramienia Przymierza Samorządowego Podkarpacia). Bez powodzenia kandydował również do rady miasta. Wszedł natomiast w skład zarządu powiatu. W 2014 po raz kolejny ubiegał się o urząd burmistrza.
Od 2017 był sekretarzem gminy Tarnowiec.
Pochowany na cmentarzu komunalnym w Jaśle.

## Odznaczenia
W 2014 otrzymał Krzyż Wolności i Solidarności.